# Vergini di Gesù

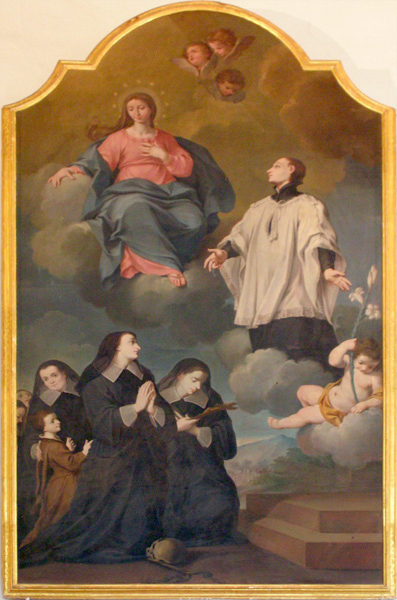
Le fondatrici presentate alla Vergine da san Luigi Gonzaga

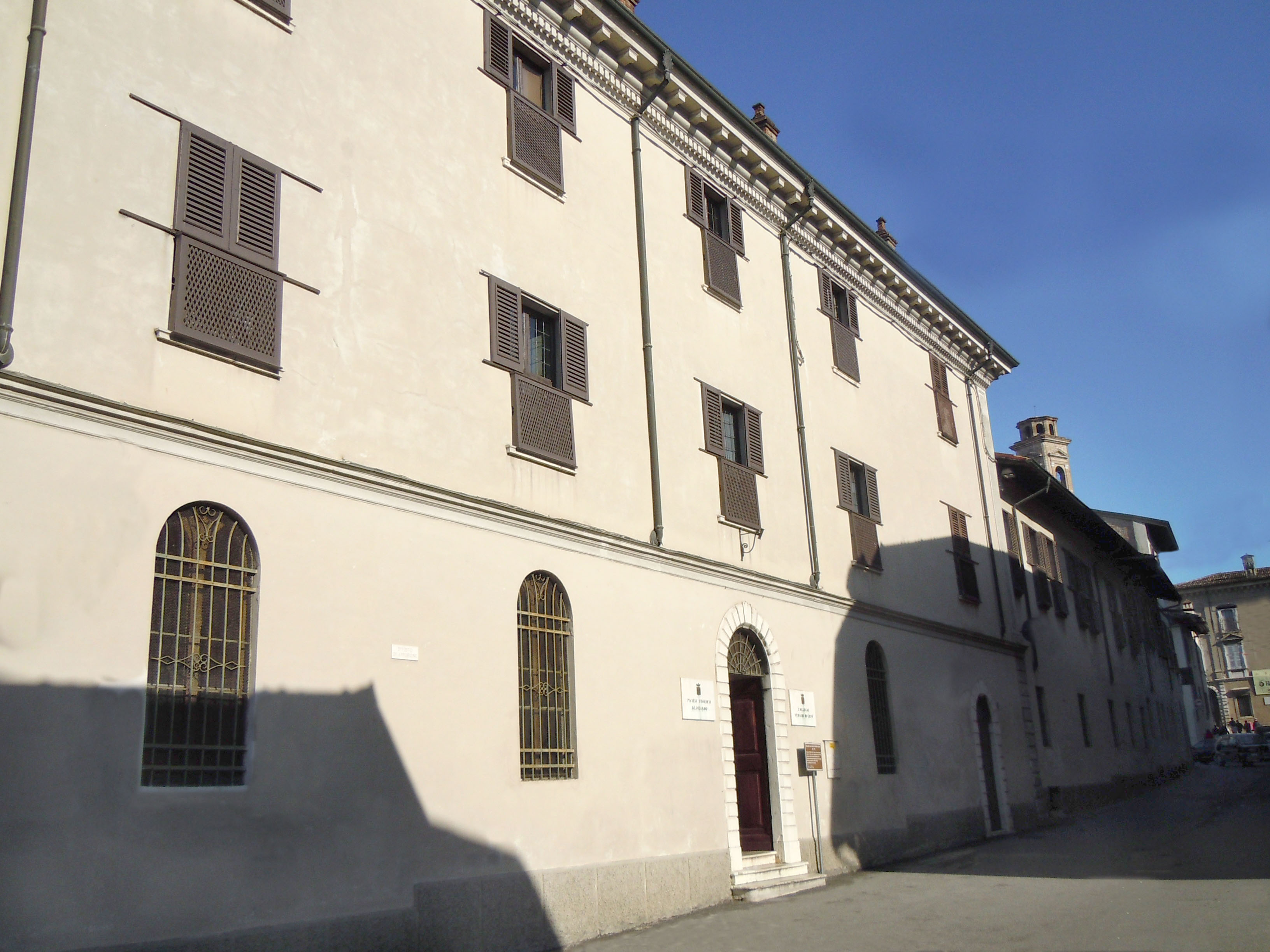
Il Collegio delle Nobili Vergini di Gesù a Castiglione delle Stiviere

Le Vergini di Gesù (già Società delle Nobili Vergini di Gesù) sono state una società di vita apostolica femminile di diritto pontificio.  L'ultima suora dell'istituto è deceduta nel 2022.

## Storia
La congregazione venne fondata da Cinzia Gonzaga (1589-1649) assieme alle sorelle Olimpia (1591-1645) e Gridonia (1592-1650): figlie del marchese di Castiglione delle Stiviere Rodolfo Gonzaga (fratello minore di san Luigi Gonzaga), quando il padre scomunicato venne assassinato a Castel Goffredo (1593) decise di espiare le colpe della famiglia (anche il capostipite dei marchesi di Castiglione, Rodolfo Gonzaga, era morto durante la battaglia di Fornovo) abbracciando la vita religiosa.
Il suo confessore Virgilio Cepari (1563-1631), gesuita e compagno di studi di Luigi Gonzaga, la fece desistere dal proposito di trasferirsi nel collegio di Hall presso Innsbruck e le suggerì di fondare a Castiglione un collegio per l'educazione dei ragazzi (da affidare ai religiosi della Compagnia di Gesù) e uno per l'istruzione delle fanciulle, di cui lei stessa avrebbe assunto la direzione. Il collegio femminile venne aperto in casa Aliprandi (appartenente alla famiglia della madre di Cinzia, Elena Aliprandi) con altre sette giovani il 21 giugno 1608 (festa di san Luigi) e la cerimonia si svolse nella basilica di San Sebastiano. L'istituzione venne approvata civilmente dal marchese Francesco (fratello e successore di Rodolfo) il 27 settembre successivo.
La prima comunità era formata dalle tre sorelle Gonzaga e da altre sette nobildonne. Le appartenenti alla compagnia non erano religiose nel senso canonico del termine: emettevano solo il voto di castità, il giuramento di perseveranza e la promessa di obbedienza alla superiora della casa (che portava il titolo di prelata); accanto alle signore Vergini, erano previste anche delle oblate, per il servizio domestico. L'ammissione al collegio era riservata alle fanciulle di nobile famiglia, che portavano una dote di Lire italiane 3581 e cent. 65, ridotte a metà se residenti nel principato castiglionese.
Il principe Francesco Gonzaga assegnò nel 1608 all'ordine la piena proprietà di duecento biolche di terra a San Martino Gusnago.
Il collegio sopravvisse alle soppressioni dell'età napoleonica perché non gestito da religiose e alle leggi eversive del 1866 perché privo di personalità giuridica; nel 1930 venne riconosciuto come ente morale secondo le norme del concordato del 1929 e il 15 gennaio 1952 le Vergini di Gesù ottennero dalla Santa Sede il riconoscimento di istituzione di diritto pontificio.
Con la scomparsa nel settembre 2021 di una consorella, della congregazione è rimasta solo una suora ultranovantenne. L'ultima suora della società è deceduta il 21 agosto 2022 all'età di 95 anni.

## Attività e diffusione

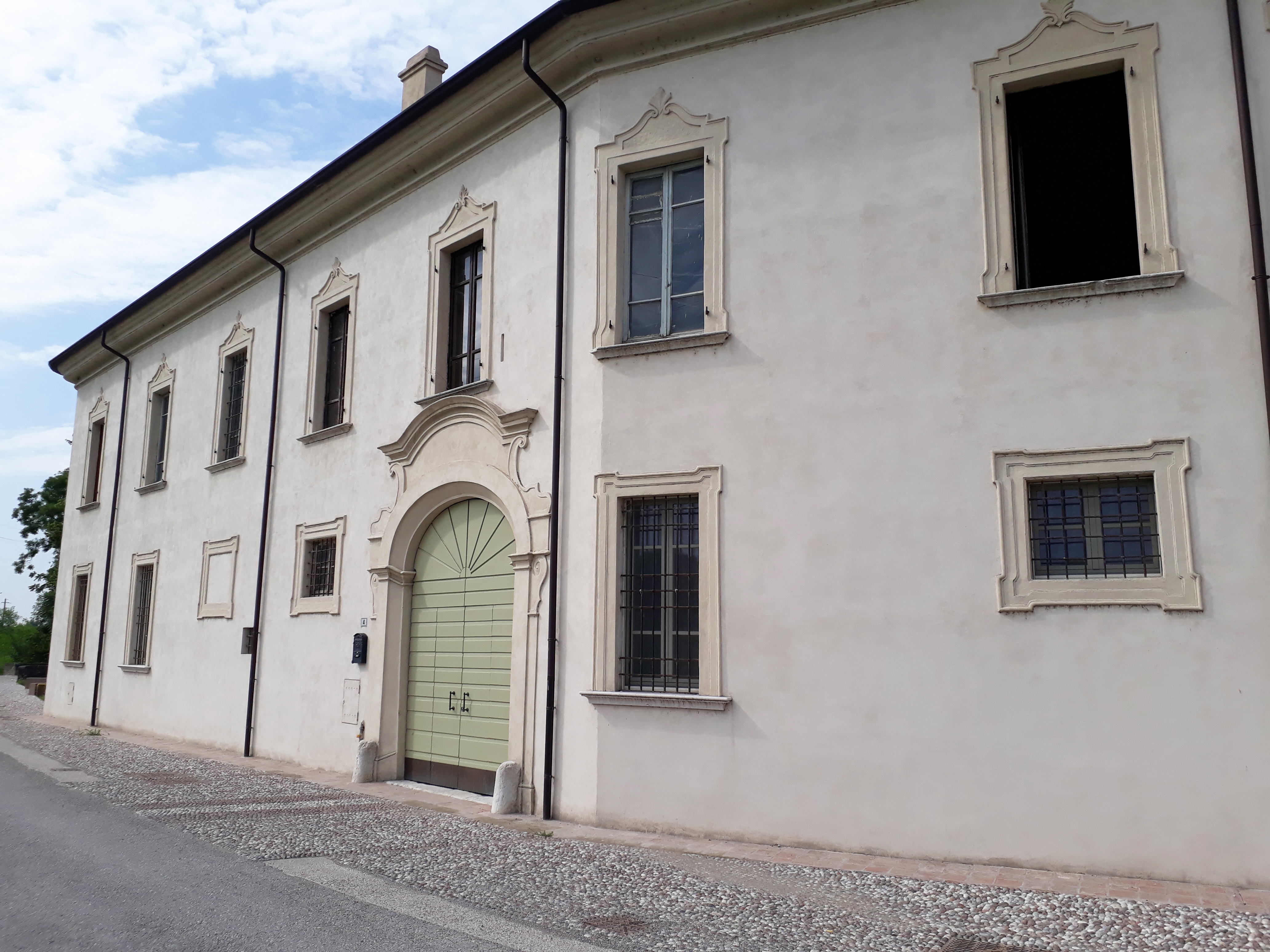
Molinello Sotto di Casaloldo, Palazzo Aliprandi.

Le Vergini di Gesù si dedicano all'istruzione e all'educazione cristiana delle fanciulle.
Posseggono la sola casa di Castiglione delle Stiviere, che è anche sede generalizia della compagnia; sono sempre state poco numerose (la compagnia non ha mai superato i trenta membri) e al 31 dicembre 2005 le Vergini di Gesù erano 8.
Alla congregazione apparteneva anche "Corte Molinello", nei pressi di Casaloldo, acquistata dal padre di Elena Aliprandi, Giovanni Antonio che fu ingrandita nel corso del Seicento e destinata dalle Vergini di Gesù a convento.